# Edwin Bakker (voetballer)
Edwin Bakker (Amsterdam, 3 september 1964) is een Nederlands voormalig voetballer die onder contract heeft gestaan bij AFC Ajax, Willem II, FC Groningen en FC Haarlem. Hij speelde als middenvelder.

## Carrière
Bakker debuteerde op 30 januari 1983 op 18-jarige leeftijd in een met 6-1 gewonnen thuiswedstrijd tegen HFC Haarlem. Hij viel in voor linkerspits Jesper Olsen en scoorde 6-0 in het duel, na voorbereidend werk van achteruit van Keje Molenaar en Frank Rijkaard. Via Willem II belandde hij in 1985 bij FC Groningen, waar hij vijf seizoenen onder contract stond.
In december 1987 liep Bakker op de training in een duel met Garry Brooke een gecompliceerde beenbreuk op. Medio 1989 liep zijn contract af en hierna maakte hij zijn revalidatie af bij Ajax. In november 1989 maakte hij zijn rentree in het betaald voetbal bij Haarlem. Hij kwam echter weinig in actie en in mei 1990 werd duidelijk dat zijn contract bij het inmiddels gedegradeerde Haarlem niet verlengd zou worden. Bakker ging voor OSV spelen waarmee hij in 1993 naar de Hoofdklasse promoveerde.
Bakker was Nederlands jeugdinternational en nam deel aan het wereldkampioenschap voetbal onder 20 - 1983.

### Carrièrestatistieken
| Seizoen | Club         | Land      | Competitie     | Competitie | Competitie | Beker | Beker | Internationaal | Internationaal | Overig | Overig | Totaal | Totaal |
| Seizoen | Club         | Land      | Competitie     | Wed.       | Dlp.       | Wed.  | Dlp.  | Wed.           | Dlp.           | Wed.   | Dlp.   | Wed.   | Dlp.   |
| ------- | ------------ | --------- | -------------- | ---------- | ---------- | ----- | ----- | -------------- | -------------- | ------ | ------ | ------ | ------ |
| 1982/83 | AFC Ajax     | Nederland | Eredivisie     | 1          | 1          | 0     | 0     | 0              | 0              | 0      | 0      | 1      | 1      |
| 1983/84 | AFC Ajax     | Nederland | Eredivisie     | 0          | 0          | 0     | 0     | 0              | 0              | 0      | 0      | 0      | 0      |
| 1984/85 | Willem II    | Nederland | Eerste divisie | 32         | 7          | 1     | 0     | 0              | 0              | 0      | 0      | 33     | 7      |
| 1985/86 | FC Groningen | Nederland | Eredivisie     | 18         | 2          | 3     | 0     | 0              | 0              | 0      | 0      | 21     | 2      |
| 1986/87 | FC Groningen | Nederland | Eredivisie     | 9          | 2          | 1     | 0     | 2              | 0              | 0      | 0      | 12     | 2      |
| 1987/88 | FC Groningen | Nederland | Eredivisie     | 12         | 2          | 2     | 0     | 0              | 0              | 0      | 0      | 14     | 2      |
| 1988/89 | FC Groningen | Nederland | Eredivisie     | 0          | 0          | 0     | 0     | 0              | 0              | 0      | 0      | 0      | 0      |
| 1989/90 | FC Groningen | Nederland | Eredivisie     | 0          | 0          | 0     | 0     | 0              | 0              | 0      | 0      | 0      | 0      |
| 1989/90 | FC Haarlem   | Nederland | Eredivisie     | 7          | 0          | 1     | 0     | 0              | 0              | 0      | 0      | 8      | 0      |

## Privé
Hij is de vader van voetballer Mitchel Bakker, die bij Atalanta Bergamo speelt, en een oom van voetballer Killien Jungen.